# Saar-vidék
A Saar-vidék (németül Saarland, pfalziul Saarlond) Németország egyik szövetségi tartománya az ország délnyugati részén. Lotaringiával, Rajna–Pfalz-cal és Luxemburggal együttesen a Saar-Lor-Lux-Rheinland/Pfalz nevű, határokon átívelő partnerségi program része.

## Földrajz
A Saar-vidék az ország negyedik legkisebb tartománya Berlin, Hamburg és Bréma után.
Északon és keleten Rajna-Pfalz tartomány (Németország), délen Moselle megye (Lotaringia régió, Franciaország), nyugaton Grevenmacher körzet (Luxemburg) határolja
A felszín dimbes-dombos, legmagasabb pontja a Dollberg (695 m). A tartomány 1/3-a erdővel borított, ami a legmagasabb arány Németországban.
Legnagyobb folyója a névadó Saar, amely a Mosel mellékfolyója, és délről északnyugatra folyik.

## Története
A történelem során a vidék különösen erősen ki volt téve a Franciaország és Németország közötti katonai viszályoknak, és lakói sokat szenvedtek a két ország közötti háborúskodások miatt.
A korábbi időszakban, a francia forradalomig visszamenőleg Lotaringia, Pfalz-Zweibrücken, a Trieri Választófejedelemség és a Saarbrückeni Grófság osztozott a vidéken.
Politikai egységként csak a versailles-i békerendszert követően létezik: 1920-ban alakították ki volt porosz, bajor, és további kisebb hercegi vidékekből.
Az I. és II. világháborút követő időszakokban különleges helyzetű terület volt. A Saar-vidék feltehetően enélkül ma nem lenne önálló szövetségi állam.

## Közigazgatás
A tartomány 6 járásra (németül Landkreise) és 52 községre (Gemeinde) van felosztva:
| A Saar-vidék járásai |    | Járás                             | Székhely     | Terület (km²) | Községek száma | Autójelzés |
| A Saar-vidék járásai | 1. | Merzig-Wadern járás               | Merzig       | 555,12        | 7              | MZG        |
| A Saar-vidék járásai | 2. | Neunkirchen                       | Ottweiler    | 249,21        | 7              | NK         |
| A Saar-vidék járásai | 3. | Saarbrücken (regionális társulás) | Saarbrücken  | 410,62        | 10             | SB és VK   |
| A Saar-vidék járásai | 4. | Saarlouis                         | Saarlouis    | 459,08        | 13             | SLS        |
| A Saar-vidék járásai | 5. | Saarpfalz járás                   | Homburg      | 418,52        | 7              | HOM és IGB |
| A Saar-vidék járásai | 6. | Sankt Wendel                      | Sankt Wendel | 476,09        | 8              | WND        |

### Legnagyobb települései
|     | Település                        | Lakosság (fő, 2010) |  |
| 1.  | Saarbrücken (tartományi főváros) | 175 741             |  |
| 2.  | Homburg                          | 43 808              |  |
| 3.  | Neunkirchen                      | 47 398              |  |
| 4.  | Völklingen                       | 39 626              |  |
| 5.  | Sankt Ingbert                    | 37 195              |  |
| 6.  | Saarlouis                        | 37 136              |  |
| 7.  | Merzig                           | 30 355              |  |
| 8.  | Sankt Wendel                     | 26 208              |  |
| 9.  | Blieskastel                      | 21 885              |  |
| 10. | Dillingen/Saar                   | 20 808              |  |
| 11. | Püttlingen                       | 19 906              |  |
| 12. | Lebach                           | 19 784              |  |
| 13. | Heusweiler                       | 19 472              |  |